# Clemente Padin
Clemente Padin (Lascano, 8 ottobre 1939) è un poeta, artista visuale, performer, artista video e multimediale, direttore di riviste uruguaiano.
Si è laureato in Letteratura Spagnola presso la Facoltà di Lettere e dell'Educazione presso l'Università della Repubblica in Uruguay.
Per la sua opposizione alla dittatura uruguayana (1973-1984), ha passato due anni in carcere, e fino al 1984 è stato in libertà vigilata. Dopo il 1984 ha potuto condurre liberamente il suo lavoro artistico e letterario.
Ha pubblicato in riviste e altre pubblicazioni internazionali. È stato tradotto in molte lingue, tra cui inglese, portoghese, francese, italiano, ungherese, olandese, tedesco e russo.
Tra le pubblicazioni da lui dirette: Huevos del Plata (1965-1969), OVUM 10 e OVUM  segunda época (1969-1977), Partecipación (1984-1986) e Correo del Sur (2000-2003). Fra i molti libri d'artista, si segnala Ángulos, pubblicato in Italia, per la casa editrice Amodulo di Sarenco, nel 1972. Ha collaborato alla rivista d'esplorazione culturale Escáner Cultural Revista virtual de arte contemporáneo y nuevas tendencias.
Ha partecipato a numerose esposizioni e mostre d'arte e a oltre duemila mostre di mail art in molti paesi del mondo. 
Ha vinto numerosi premi. Fra i più importanti si segnalano: 
- Premio de Honor Bernarnd Heidsiek por el Centre George Pompidou, París, Francia, (2019)
- Premio 400 AÑOS de la Universidad Nacional de Córdoba, Argentina, (2015)
- Premio Pedro Figari del Banco Central del Uruguay (2005)